# 当幌駅

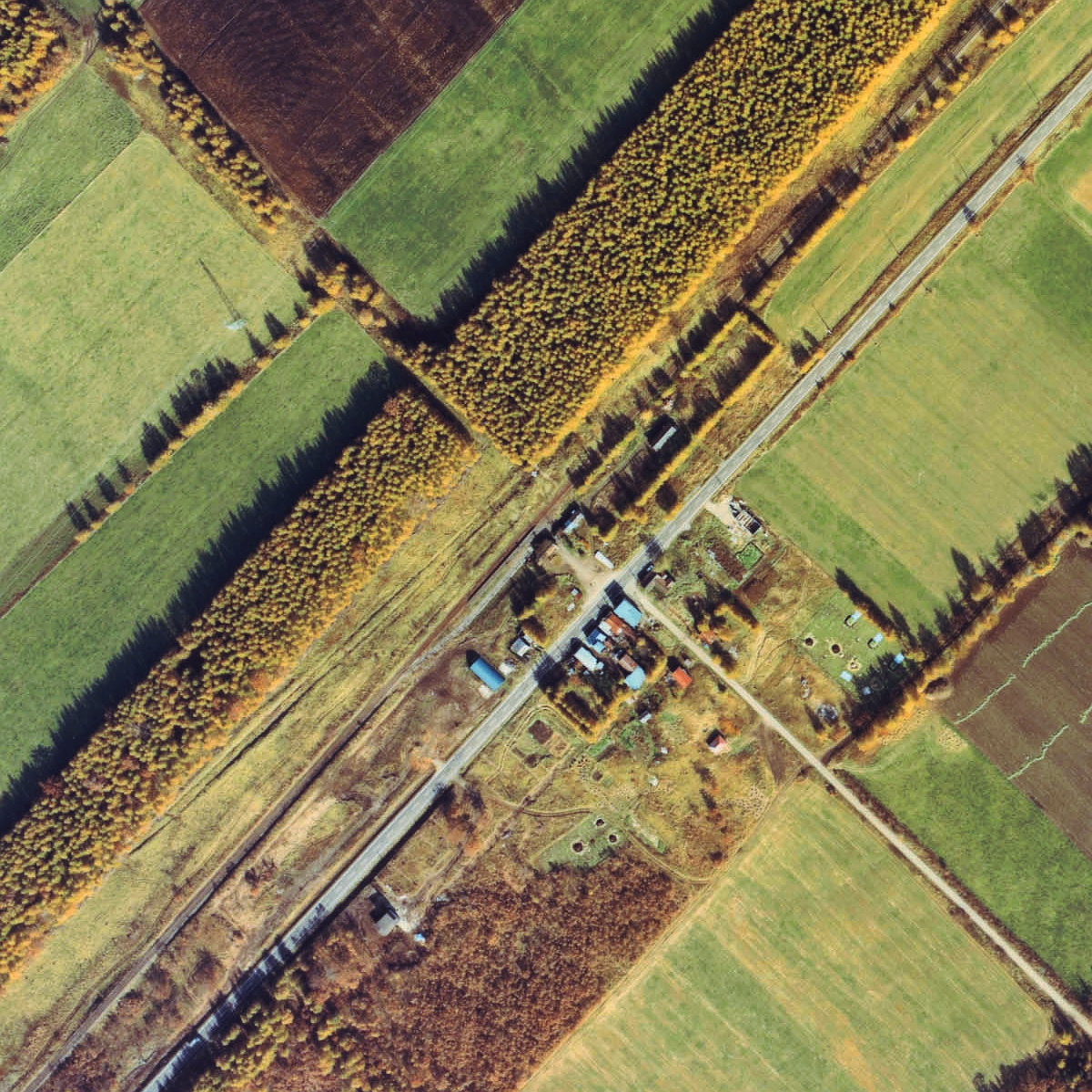
1977年の当幌駅と周囲約500m範囲。右上が中標津方面。駅裏にかつての殖民軌道計根別線の路盤跡が見える。

当幌駅（とうほろえき）は、かつて北海道標津郡中標津町字当幌本通に設置されていた、北海道旅客鉄道（JR北海道）標津線の駅（廃駅）である。電報略号はタホ。事務管理コードは▲111704。

## 歴史
- 1937年（昭和12年）10月30日：国有鉄道（国鉄）標津線の駅として開業[3]。一般駅[1]。
- 1959年（昭和34年）4月1日：民間に業務委託化[4][5]。上武佐駅・奥行臼駅とともに釧路鉄道管理局管内初の業務委託駅となる[6]。
- 1968年（昭和43年）
  - 9月1日：業務委託を廃止。無人化。（簡易委託？）
  - 10月1日：貨物の取り扱いを廃止[1]。
- 1984年（昭和59年）2月1日：荷物の取り扱いを廃止[1]。
- 1986年（昭和61年）11月1日：完全無人化[7]。
- 1987年（昭和62年）4月1日：国鉄分割民営化により、JR北海道に継承[1]。
- 1989年（平成元年）4月30日：標津線の全線廃止に伴い、廃駅となる[1]。

### 駅名の由来
アイヌ語に由来するが諸説ある。
1. 「トホロ（to-horo）」（沼・川）[8]
  - 道東のアイヌ語方言で「ホロ（horo）」は川を表していたとされている[8]。
2. 「トオㇿペッ(to-or-pet)」（沼・ある・川）[9][3]。

## 駅構造
廃止時点で、単式ホーム1面1線を有した。駅舎は構内の南東側（標茶方面に向かって左側）の中標津寄りに有った。
貨物及び荷物取り扱い廃止までは、駅舎側に貨物積降線がホームへの地上の連絡通路手前まで標茶側から引き込まれていた。荷扱い廃止後、貨物積降線が撤去されて島状の単式ホームとなった。
また、北西側（駅舎とは本線を隔てて反対側）の敷地内に、ほぼ平行に殖民軌道計根別線の路盤跡が残されていた。

## 利用状況
乗車人員の推移は以下のとおり。年間の値のみ判明している年については、当該年度の日数で除した値を括弧書きで1日平均欄に示す。乗降人員のみが判明している場合は、1/2した値を括弧書きで記した。
| 年度               | 乗車人員 | 乗車人員 | 出典   | 備考 |
| 年度               | 年間     | 1日平均  | 出典   | 備考 |
| ------------------ | -------- | -------- | ------ | ---- |
| 1978年（昭和53年） |          | 27       | [ 10 ] |      |

## 駅周辺
- 阿寒バス「当幌」停留所

## 現状
- 駅舎やホームはなくなっているが、駅前広場が残っている。

## 隣の駅
北海道旅客鉄道
標津線
開栄駅 - 当幌駅 - 中標津駅